# Triancyra tricolorata
Triancyra tricolorata är en stekelart som beskrevs av Mao-Ling Sheng och Sun 2008. Triancyra tricolorata ingår i släktet Triancyra och familjen brokparasitsteklar. Inga underarter finns listade i Catalogue of Life.